# Coelops robinsoni
Coelops robinsoni is een vleermuis uit het geslacht Coelops die voorkomt op Malakka, Borneo en Mindanao en Mindoro in de Filipijnen. De Filipijnse populaties worden soms als een aparte soort gezien, C. hirsutus Miller, 1910; deze populaties worden tot de aparte ondersoort C. r. hirsutus gerekend. Er zijn slechts weinig exemplaren bekend; zo zijn er slechts twee exemplaren van C. r. hirsutus. Het holotype uit Malakka en een dier uit Borneo lijken zeer sterk op elkaar. Deze soort heeft net als andere Coelops geen staart. Een exemplaar uit Borneo had een voorarmlengte van 36,5 mm en een schedellengte van 14,6 mm. De totale lengte van het enige exemplaar uit Mindanao bedraagt 40 mm, de achtervoetlengte 9 mm, de oorlengte 14 mm en de voorarmlengte 35 mm. Het holotype van C. r. hirsutus uit Mindoro heeft een voorarm van 33,8 mm.